# Phacellodomus striaticeps
Phacellodomus striaticeps е вид птица от семейство Furnariidae.

## Разпространение
Видът е разпространен в Аржентина, Боливия и Перу.